# Dichroa yaoshanensis
Dichroa yaoshanensis là một loài thực vật có hoa trong họ Tú cầu. Loài này được Y.C.Wu mô tả khoa học đầu tiên năm 1940.